# Sonny's Crib
Sonny's Crib est un album du pianiste de jazz Sonny Clark, enregistré le 1er septembre 1957 pour Blue Note Records. Blue Note 1576.
| No | Titre                   | Auteur                       | Durée |
| -- | ----------------------- | ---------------------------- | ----- |
| 1. | With A Song In My Heart | Richard Rodgers, Lorenz Hart | 7:51  |
| 2. | Speak Low               | Kurt Weill, Ogden Nash       | 6:45  |
| 3. | Come Rain Or Come Shine | Harold Arlen, Johnny Mercer  | 7:24  |
| 4. | Sonny's Crib            | Sonny Clark                  | 13:22 |
| 5. | News For Lulu           | Sonny Clark                  | 8:29  |

## Personnel
- Trompette- Donald Byrd
- Trombone - Curtis Fuller
- Saxophone ténor- John Coltrane
- Piano - Sonny Clark
- Contrebasse - Paul Chambers
- Batterie - Art Taylor